# Evangelische Christuskirche (Walsdorf)

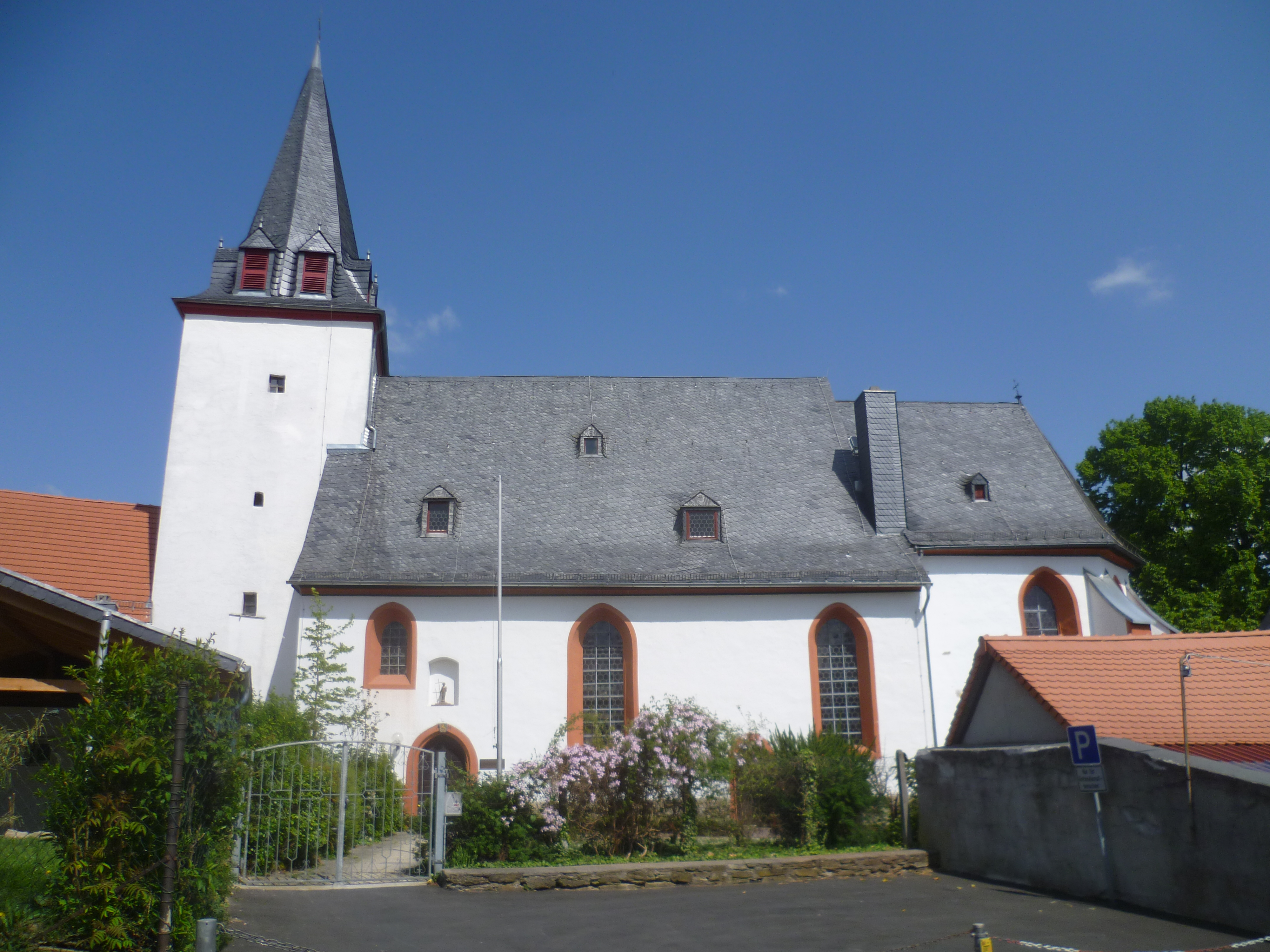
Die Kirche

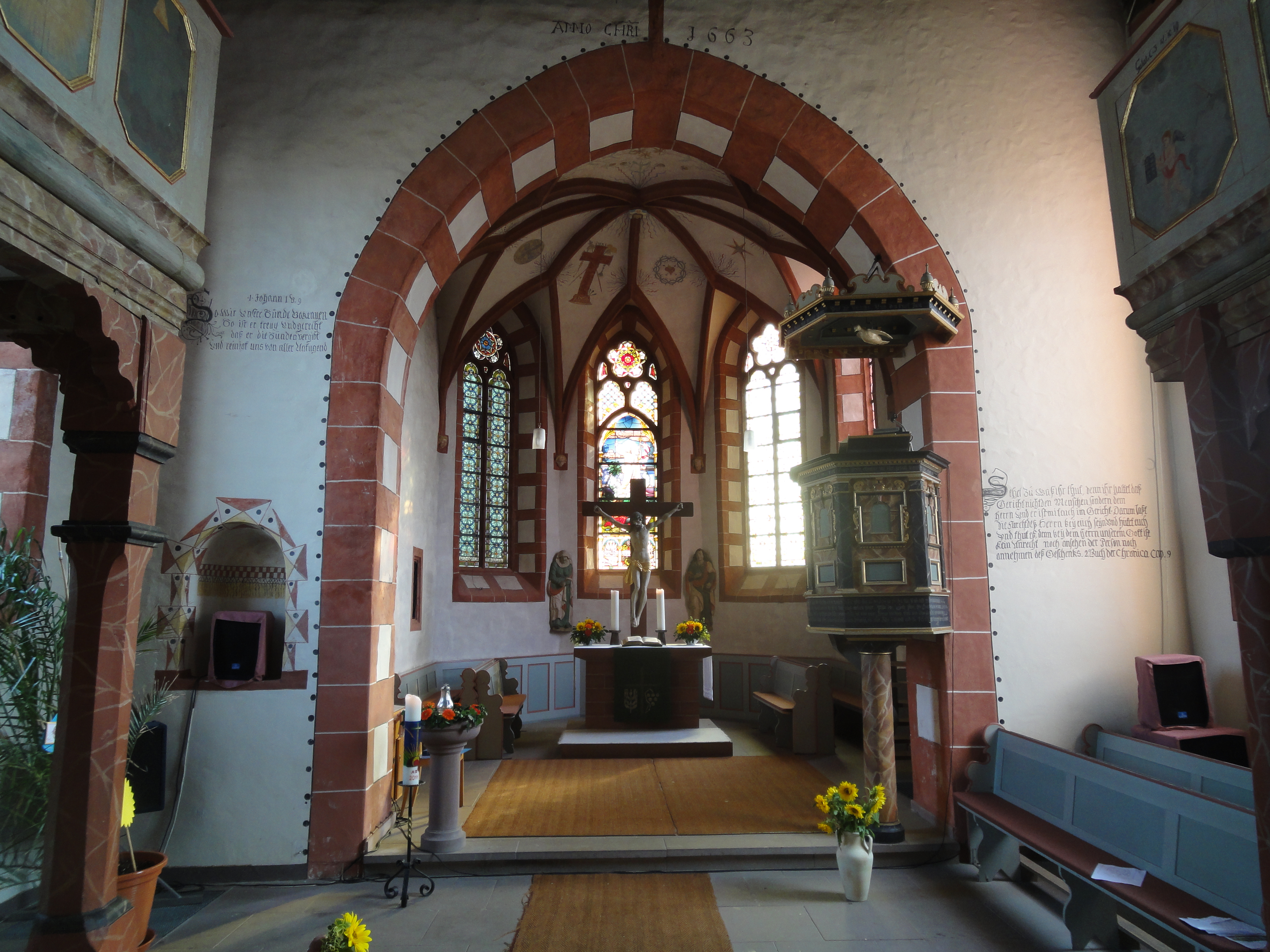
Der Chor

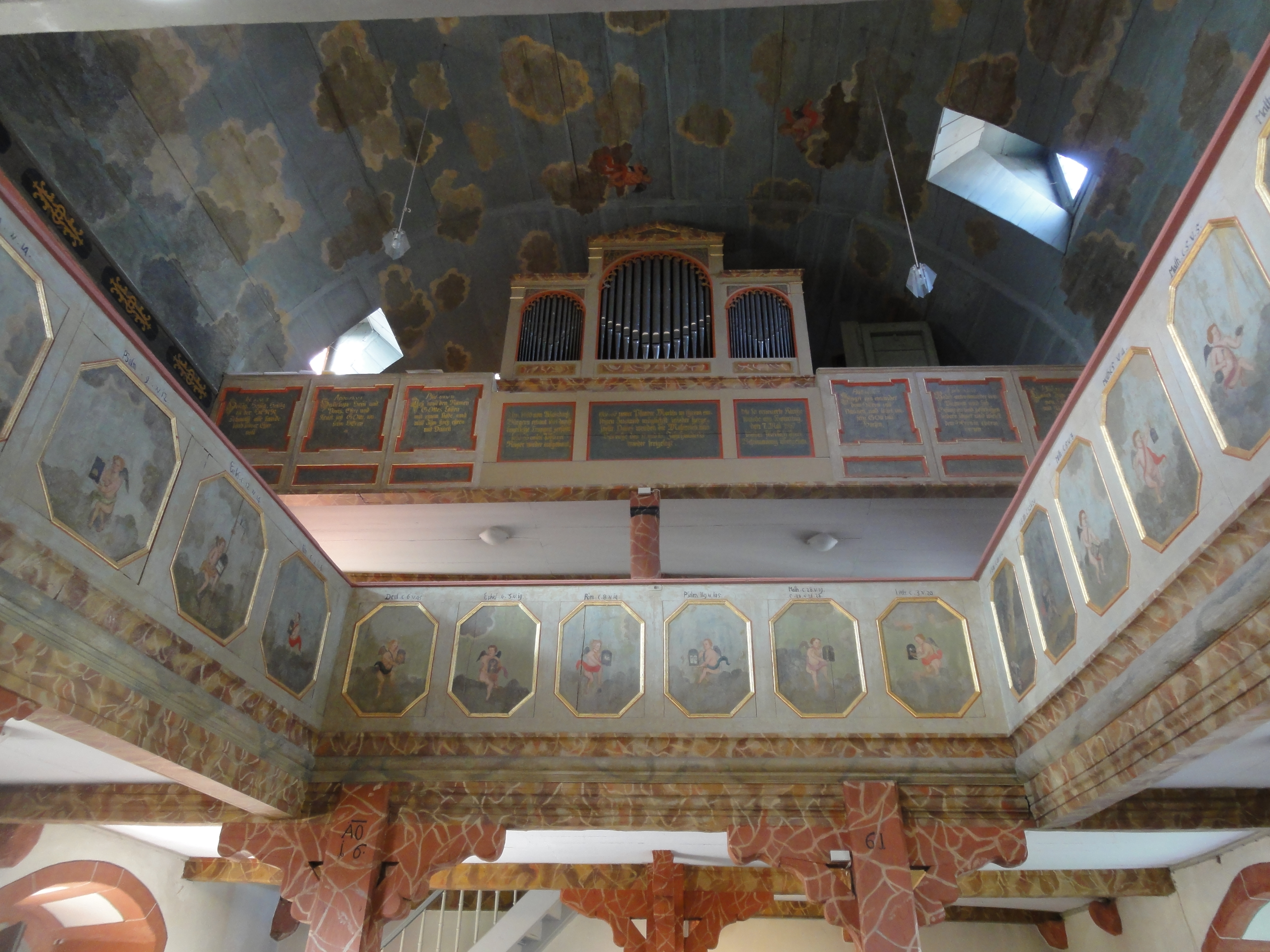
Innenansicht mit Decke und Orgel

Die denkmalgeschützte evangelische Kirche im Idsteiner Ortsteil Walsdorf wurde in den Jahren 1652 bis 1663 errichtet. Sie ist der Nachfolgebau einer im Jahr 1644 in den Wirren des Dreißigjährigen Krieges abgebrannten Kirche. Sie ist im gotischen Stil errichtet, weist allerdings romanische Elemente auf, wie auch ausgeprägte Barockmalereien.

## Lage und Beschreibung
Die Kirche liegt im nördlichen Bereich von Walsdorf in der Knappegasse 2. Der Kirchhof liegt gegenüber der angrenzenden Bebauung erhöht und ist entsprechend mit Stützmauern gesichert. Der Kirchturm weist einen Spitzhelm und Giebelgauben auf.
Drei Portale aus der 1668 abgebrochenen Hühnerkirche bei Limbach fanden in Walsdorf Verwendung. Der Chor wird durch ein Sterngewölbe auf Kopfkonsolen überspannt. Demgegenüber findet sich im Kirchenschiff ein Holztonnengewölbe mit Bemalung aus dem Jahr 1660 von Veit Graf.

## Geschichte
Mitte des 12. Jahrhunderts wurde in Walsdorf ein Benediktinerkloster erbaut.
1393 wird erstmals eine Kapelle in Walsdorf urkundlich erwähnt. Pfarramtlich ist die Kapelle mit der zugehörigen Gemeinde Bad Camberg zugeordnet. Es darf angenommen werden, dass diese Kapelle alleine auf dem Felsen stand und in die seinerzeitigen Klosteranlagen integriert wurde. 1456 wird für diese Kapelle erstmals St. Vinzenz als Patron erwähnt.
In den 1540er Jahren wird die Gemeinde lutherisch. Sie trennt sich damit auch von Bad Camberg und erhält einen eigenen Pfarrer. 1644 fallen das seit 1358 Stadtrechte aufweisende Walsdorf und in diesem Zug auch die Kirche einem Feuer zum Opfer. Ausgelöst wurde dieses Feuer von bayrischen Soldaten im Zuge des Dreißigjährigen Krieges.
1652 bis 1663 erfolgt der Wiederaufbau der Kirche. 1697 wird eine Orgel eingerichtet. 1832 erfolgen umfangreiche Renovierungs- und Umbauarbeiten. 1837 wird der vormals auf dem Kirchhof gelegene Friedhof aufgrund von Platzmangel an seinen heutigen Ort verlegt. 1858 wird die alte Orgel durch eine neue von Gustav Raßmann ersetzt.
1917 werden die zwei großen Glocken zu Kriegszwecken beschlagnahmt, die kleine Glocke verbleibt. 1920 werden zwei neue Glocken angeschafft.
1934, 1966, 1970, 1996 und 2005 erfolgen Renovierungs und Sanierungsarbeiten. Anlässlich der Feierlichkeiten zum 600sten Jahrestag der Ersterwähnung von christlichem Leben in Walsdorf erhielt die Kirche den Namen Christuskirche.